# ピエーヴェ・ディ・チェント
ピエーヴェ・ディ・チェント（伊: Pieve di Cento）は、イタリア共和国エミリア＝ロマーニャ州ボローニャ県にある、人口約7,300人の基礎自治体（コムーネ）。

## 地理

### 位置・広がり

#### 隣接コムーネ
隣接するコムーネは以下の通り。括弧内のFEはフェラーラ県所属を示す。
- カステッロ・ダルジレ
- チェント (FE)
- ガッリエーラ
- サン・ピエトロ・イン・カザーレ
- テッレ・デル・レーノ (FE)

### 気候分類・地震分類
ピエーヴェ・ディ・チェントにおけるイタリアの気候分類 (it) および度日は、zona E, 2182 GGである。
また、イタリアの地震リスク階級 (it) では、zona 3 (sismicità bassa) に分類される。